# Districte de Salem
El districte de Salem (tàmil சேலம் மாவட்டம் Sélam Màvattam) és una divisió administrativa de l'estat de Tamil Nadu a l'Índia, amb capital a la ciutat de Salem. Altres poblacions destacades són Mettur, Omalur i Attur. La superfície és de 5.205 km² i la població al cens del 2001 de 3.016.346 habitants.

## Administració
- Divisions fiscals: 4
- Talukas: 9
- Firkes: 42
- Pobles fiscals: 654

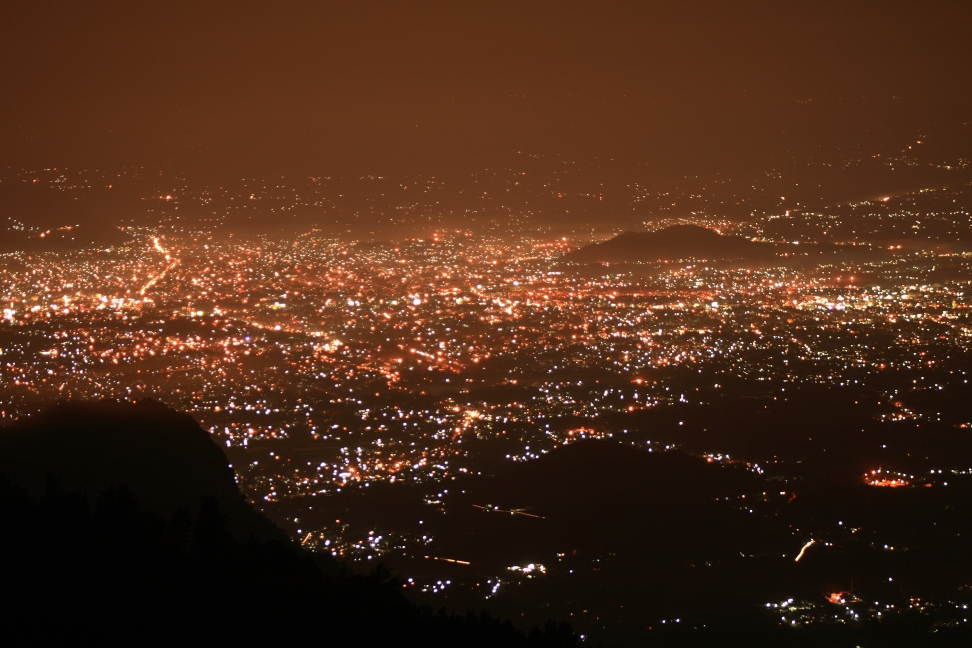
Salem de nit

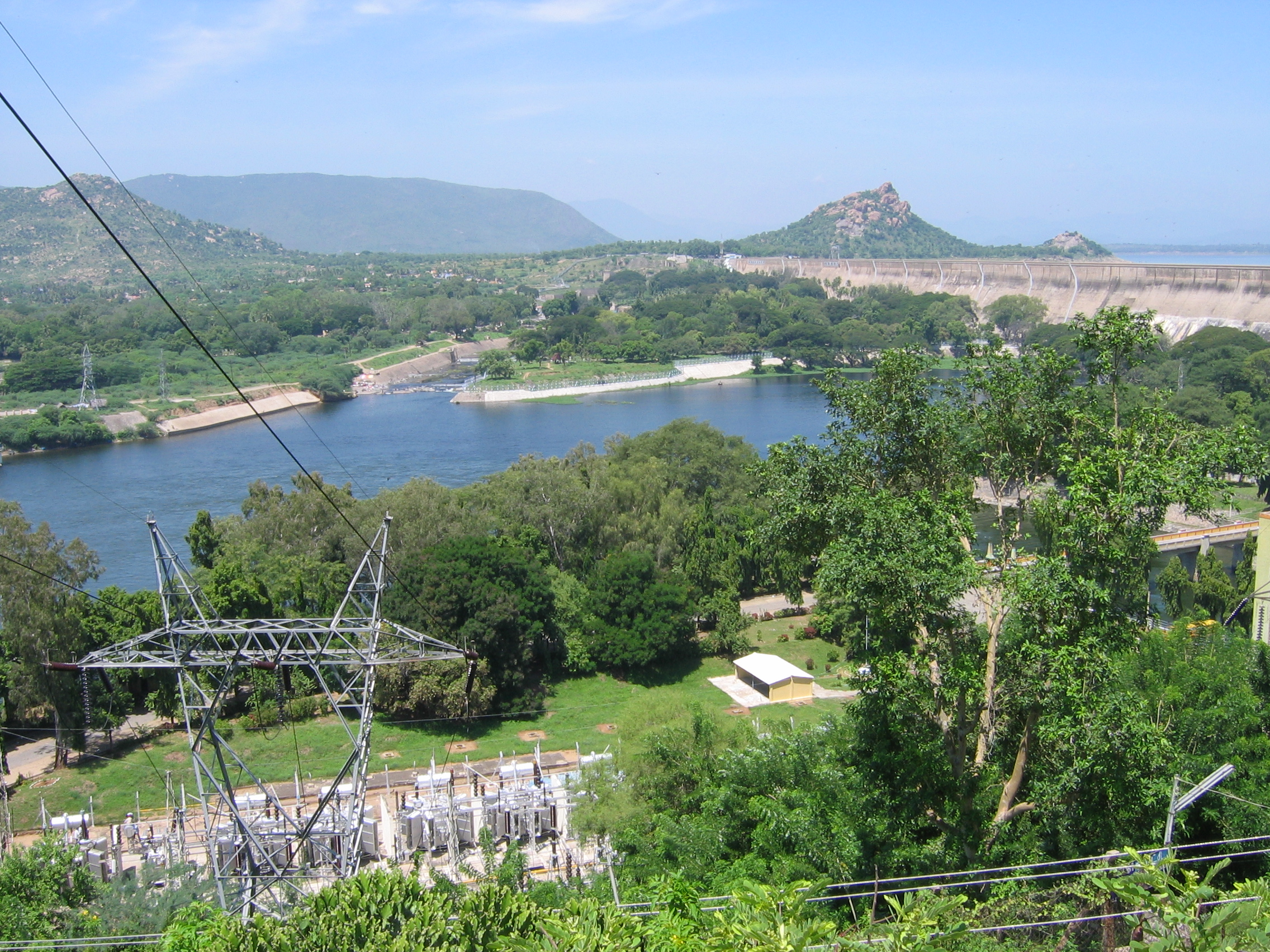
Mettur Dam al riu Kaveri, districte de Salem

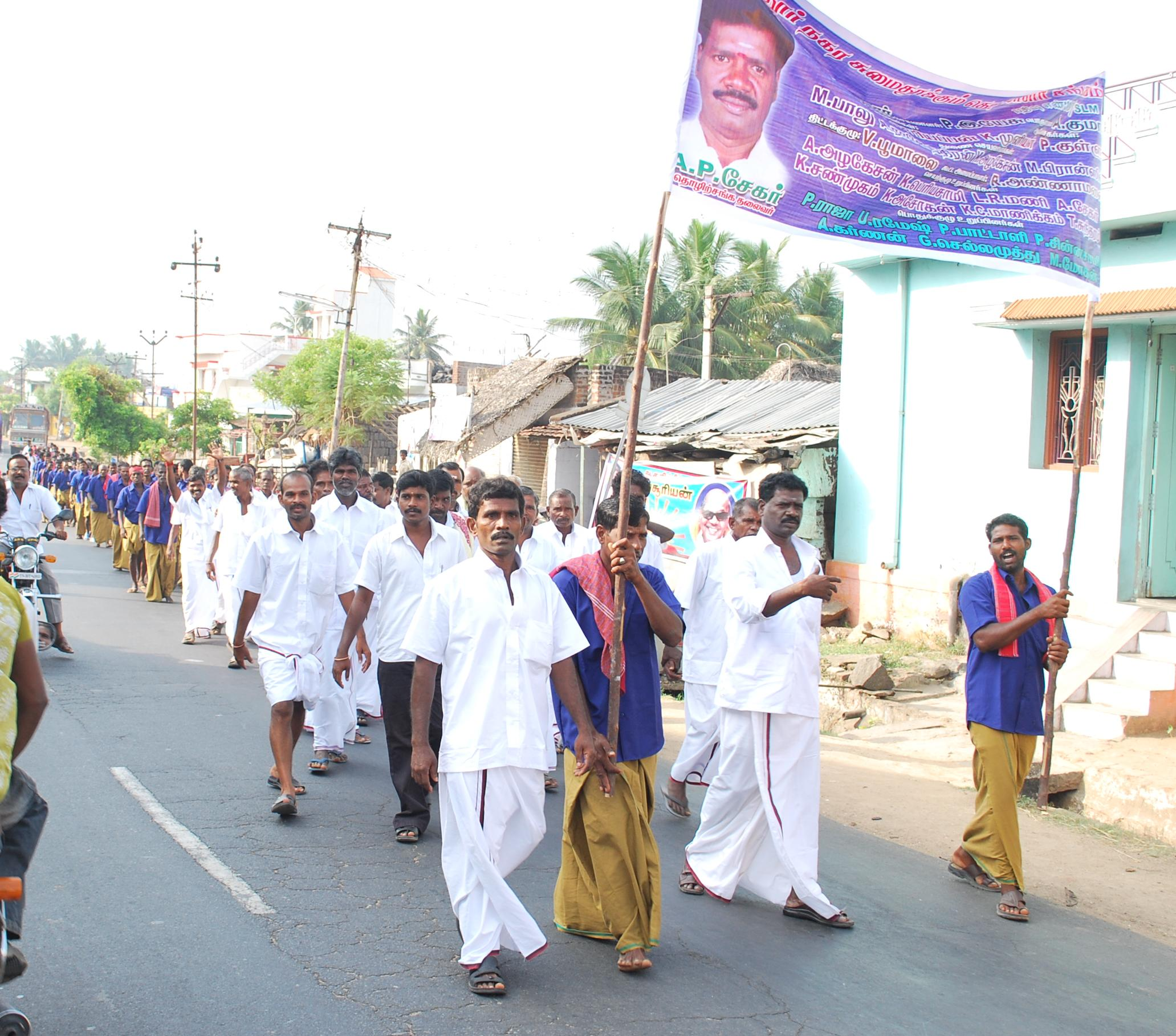
Manifestació a Salem

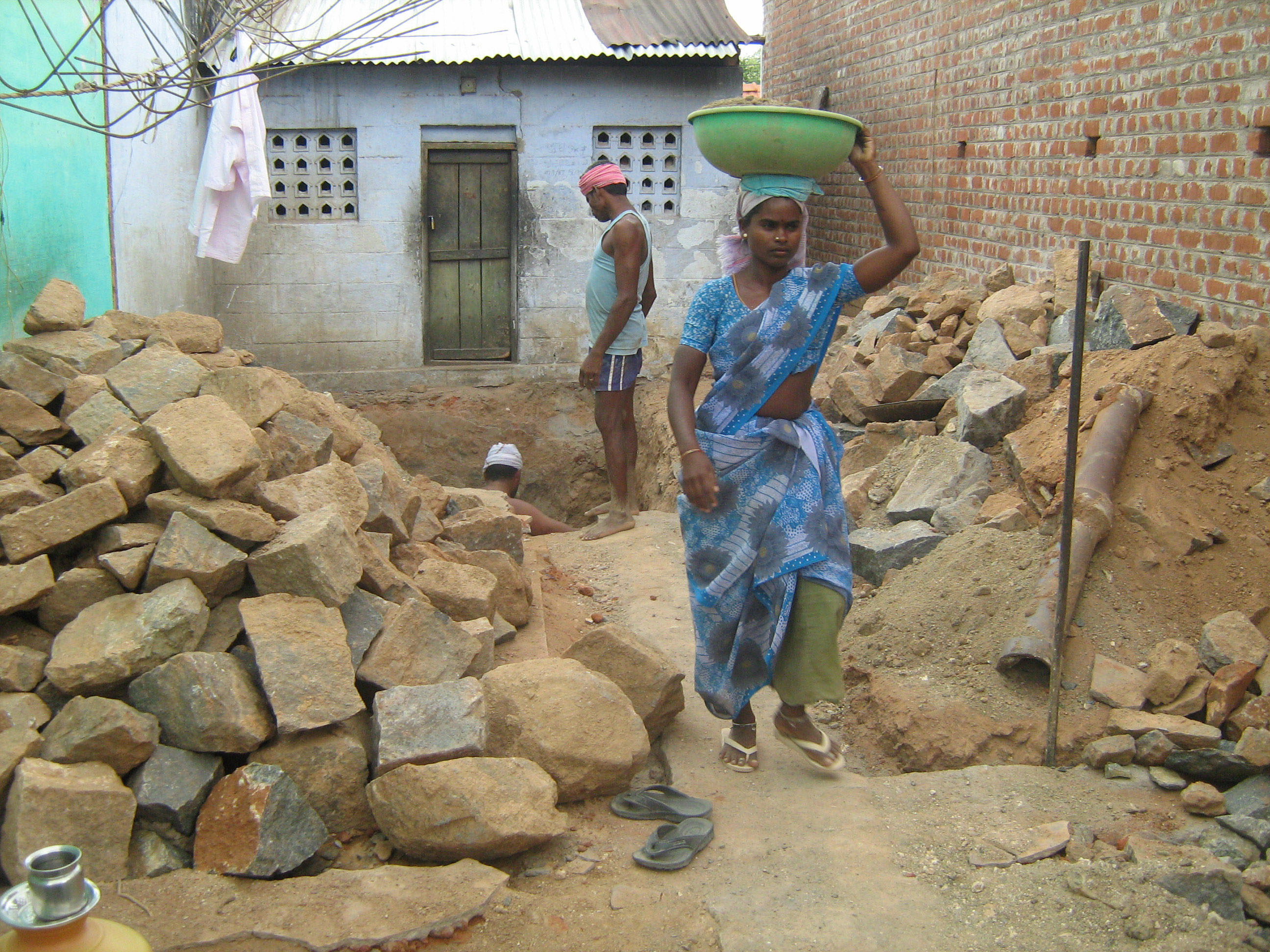
Tasques de construcció a Salem; segons la tradició les dones fan la feina més dura

- Corporacions municipals: 1 (Salem)
- Municipalitats: 3
- Municipalitats de grau inferior: 1
- Panchayat Unions: 20
- Town Panchayats: 33
- Pobles (gram panchayat): 384
- Blocs de desenvolupament (blocks): 20

Les divisions i talukes són:
- Mettur:
  - Mettur
  - Omalur
- Salem
  - Salem
  - Yercaud
- Sankari
  - Edappadi
  - Sankari
  - Valapady
- Attur
  - Attur
  - Gangavalli

I els blocs són:
- Kohlatur
- Nangavalli
- Mecheri
- Kadaiyampatti
- Yercaud
- Omalur
- Idappadi
- Taramangalam
- Veerapandi
- Salem
- Konganapuram
- MacDonacld's Choultry
- Sankari
- Panamarathupatti
- Valapady
- Ayodhiapattinam
- Pedanaickenpalayam
- Attur
- Talavasal
- Gangavalli

## Geografia

### Muntanyes
- Nagaramalai
- Jeragamalai
- Kanjamalai
- Godumalai
- Kalrayan
- Pachaimalai
- Shervaroyan
- Ghats Orientals
- Sankagirimalai

### Rius
- Thirumanimuthar
- Vasishta Nathi
- Kaveri
- Sarabanga Nati

## Història
Baramahal fou un antic nom que s'aplicava al nord-est del districte de Salem abans del domini britànic.
Es creu que incloïa les talukes de Tiruppattur, Krishnagiri, Dharmapuri i Uttangarai de Salem, i el zamindari de Kangundi al districte de North Arcot. El nom voldria dir "Dotze Palaus" i segons la tradició derivava del fet que hi havia dotze turons on dotze caps van construir fortificacions (però hi ha diverses llistes diferents d'aquests dotze turons).
La part nord del districte fou governada pels pallaves i el sud formà part del regne de Kongu Nadu; el segle ix els coles van dominar tot el territori i després va passar als hoysales ballales; el segle xiv fou conquerit pel raja de Vijayanagar la sobirania del qual fou reconeguda fins als primers anys del segle xvii quan el districte va anar a mans dels nayaks de Madura nominals feudataris de Vijayanagar.
El primer sobirà particular de la comarca fou Jagadeva Raya, sogre del rei de Vijayanagar, al que li fou concedit com a recompensa per la seva heroica defensa de la fortalesa de Penukonda contra els musulmans. Des de 1652 una part del territori va passar a l'emergent dinastia hindú de Mysore. Finalment, la dinastia Anagundi de Jagadeva Raya es va enfonsar i el territori fou ocupat totalment per Chikka Deva Raja, el raja més important de Mysore, vers 1688-1690.
Vers el 1710 el territori va passar als nawabs de Karpa però després d'uns cinquanta anys, el 1761 Haidar Ali va usurpar el tron de Mysore.
El 1760 va caure en mans del marathes però després de ser derrotats a Panipat, Haidar va recuperar la zona; el 1767 els britànics van dominar algunes parts de la comarca de Baramahal i van entrar en conflicte amb Haidar en la que aquest va tenir generalment avantatge. Però el 1792 el seu fill Tipu Sultan va haver de signar un tractat de pau pel qual tot el districte (excepte una taluka) passava a mans dels britànics. A la caiguda i mort de Tippu Sultan a Seringapatam el 1799, s'hi va agregar la darrera taluka (Hosur) que va conformar el territori durant més d'un segle i mig. Al segle xix el nom de Baramahal es va deixar d'utilitzar.
La superfície era de 19.502 km² i estava format per tres comarques diferenciades: el Balaghat (zona muntanyosa), el Baramahal (la plana central) i el Talaghat (la part sud més o menys equivalent al modern districte). Els grans rius eren el Kaveri, amb els afluents el Sanatkumaranadi, el Sarabhanganadi, el Tirumanimuttar, el Karuvattar i el Aiyar; el Vellar amb el Vasishtanadi i el Swetanadi; el Ponnaiyar; i el Palar.
La població era:
- 1871: 1.966.995
- 1881: 1.599.595
- 1891: 1.962.591
- 1901: 2.204.974

Administrativament estava format per 4 divisions i 9 talukes:
- Hosur 
  - Hosur
  - Krishnagiri
  - Dharmapuri
- Tiruppattur 
  - Tiruppattur
  - Uttangarai
- Salem
  - Salem
  - Atur o Attur
- Namakkal
  - Namakkal
  - Tiruchengodu

Hi havia 11 ciutats sent les principals les tres municipalitats: Salem, Tiruppattur i Vaniyambadi. El 96% de la població eren hindús, el 71% parlaven tàmil i el 19% telugu (a Hosur es parlava àmpliament el canarès). Les castes eren els pallis, vallalans, paraiyans, bramans, kurumbans i kuravans.
La taluka de Salem tenia 2.774 km² i una població de 470.181 habitants el 1901 repartida en 476 pobles i dues ciutats, Salem (70.621 habitants el 1901), i Rasipur (11.512)
Salem era el districte més gran de la presidència de Madras (des de 1947 província de Madras) fins fou dividit en dos: Salem i Dharmapuri el 1965. Posteriorment Salem fou altre cop esquinçat amb la separació del districte de Namakkal el 1996.

## Arqueologia
- Fortalesa de Krishnagiri
- Fortalesa de Namakkal
- Fortalesa de Sankaridrug.